# Tetraplegia
A tetraplegia ou quadriplegia é quando uma paralisia afeta todas as quatro extremidades, juntamente à musculatura do tronco. À impossibilidade de mover os membros, em grau variável causa distúrbios da mecânica respiratória, podendo causar demência leve.

## Tratamento e evolução
As tetraplegias são frequentemente consequências irreversíveis de patologias neurológicas ou neurocirúrgicas graves.
O doente tetraplégico que sobrevive torna-se uma pessoa desprovida de autossuficiência que terá necessidade de assistência contínua durante toda a vida. Assim, necessita da intervenção de outras pessoas não só para lhe assegurar uma certa mobilidade, mas também para realizar os atos cotidianos necessários à sobrevivência, como comer ou praticar a higiene pessoal, ou vários tipos de auxílios muito complexos, como por exemplo:
- Cadeiras de rodas especiais que se podem comandar com o queixo (controle mentoniano);
- Aparelhos verticais eletro-hidráulicos para assegurar a posição ereta;
- Respiração assistida.